# Codonopsis kawakamii
Codonopsis kawakamii là loài thực vật có hoa trong họ Hoa chuông. Loài này được Hayata mô tả khoa học đầu tiên năm 1911.